# Wit-Rusland op het Eurovisiesongfestival 2012
Wit-Rusland nam deel aan het Eurovisiesongfestival 2012 in Bakoe, Azerbeidzjan. Het was de negende deelname van het land op het Eurovisiesongfestival. BTRC was verantwoordelijk voor de Wit-Russische bijdrage voor de editie van 2012.

## Selectieprocedure
Na een paar interne selecties in 2010 en 2011 keren de Wit-Russen terug naar hun vertrouwde nationale finale Eurofest. Uit de inzendingen worden vijftien kandidaten geselecteerd voor de voorronde in december. Maximaal vijf van hen gaan vervolgens door naar de finale in januari. De winnaar gaat namens Wit-Rusland naar Bakoe.
De inschrijving start op 1 november en duurt tot en met 25 november. Wit-Rusland plaatste zich in 2011 niet voor de finale. In  2010 lukte dat nog wel, al eindigde 3+2 onderaan het scoreboard.
Artiesten die doorgingen naar de finale, hadden nog de mogelijkheid om van lied te veranderen. Alleen zangeres Goenesj maakte hier gebruik van.

### Fraude
Eurofest werd gewonnen door zangeres Aljona Lanskaja met haar lied All my life. Wit-Rusland werd in Bakoe echter niet vertegenwoordigd door Aljona Lanskaja, maar door de groep Litesound. De zangeres werd gestraft voor fraude in de televoting. Litesound, tweede in de finale, schoof daardoor op naar de eerste plek. De groep nam in de finale deel met We are the heroes.

## Eurofest 2012

### Halve finale
Begin december 2011 werden de artiesten en hun liedjes bekendgemaakt. Onder hen zit ook Anastasiya Vinnikova die een jaar eerder namens Wit-Rusland op het Eurovisiepodium in Düsseldorf stond.
| Startplaats | Artiest                            | Lied                    | Lyrics (l) / Muziek (m)                              |
| ----------- | ---------------------------------- | ----------------------- | ---------------------------------------------------- |
| 01          | Anna Blagova                       | "You"                   | Anna Blagova, Viktor Rudenko                         |
| 02          | German                             | "Keep faith"            | Dmitry Karpintsjik, Joeri Mantatsjik                 |
| 03          | Aura                               | "Hands up!"             | Eugene Oleinik, Joelia Bykova, Svetlana Geraskova    |
| 04          | Alexandra Gaiduk & Natalia Baldina | "Loveless"              | Maxim Oleinikov, Andrej Gloesjko, Aljona Gorbatsjova |
| 05          | Goenesj                            | "And morning will come" | Isa Melikov, Zahra Badabeyli                         |
| 06          | Anastasiya Vinnikova               | "Shining in twilight"   | Joeri Vasjtsjoek, Leonid Sjirin                      |
| 07          | The Champions                      | "It’s your time"        | Olisa Emeka Orakposim, Vjatsjeslav Lystsjik          |
| 08          | Jan Zhentsjek & Outerplain         | "We are the candles"    | Jan Zhentsjek                                        |
| 09          | Ekivoki                            | "Number one"            | Alexander Soekharjev, Dmitry Apolenis                |
| 10          | Viktoria Alesjko                   | "Dream"                 | Eugene Oleinik, Joelia Bykova, Svetlana Geraskova    |
| 11          | Aljona Lanskaja                    | "All my life"           | Leonid Sjirin, Joeri Vasjtsjoek                      |
| 12          | Uzari                              | "The winner"            | Joeri Navrotsky                                      |
| 13          | Nuteki                             | "Superheroes"           | Michael Makarashvilli                                |
| 14          | Litesound                          | "We are the heroes"     | Vladimir en Dmitry Karjakin                          |
| 15          | Thriller                           | "Message to the world"  | Ivan Loetsenko, Anna Gorbatsjev                      |

### Finale
| Nr. | Artiest          | Lied                | Lyrics (l) / Muziek (m)                           | Televote | Plaats |
| --- | ---------------- | ------------------- | ------------------------------------------------- | -------- | ------ |
| 1   | Aljona Lanskaja  | "All My Life"       | Leonid Sjirin, Joeri Vasjtsjoek                   | 12       | 1      |
| 2   | Goenesj          | "Tell me why?"      | Isa Melikov, Zahra Badabeyli                      | 8        | 3      |
| 3   | Victoria Aleshko | "Dream"             | Eugene Oleinik, Joelia Bykova, Svetlana Geraskova | 7        | 4      |
| 4   | Litesound        | "We are the Heroes" | Vladimir en Dmitry Karjakin                       | 10       | 2      |
| 5   | Uzari            | "The Winner"        | Joeri Navrotsky                                   | 6        | 5      |

## In Bakoe
In Bakoe trad Wit-Rusland aan in de tweede halve finale, op donderdag 24 mei. Het eindigde daar als zestiende, onder Joan Franka die Nederland vertegenwoordigde.